# 中華人民共和國媒體
中華人民共和國媒體是1949年中华人民共和国成立后所发展起来包括报纸、杂志、图书等纸面媒体和电影、广播、电视等电子媒体在内的消息媒介:313。2000年以来发展起来的基于卫星通信、互联网等技术的新兴媒体也被称为新媒体，与报刊、电影、广播、电视等传统媒体相对应:313。
1980年代起，中华人民共和国媒体开始商业化运作:40。媒体曾仅限为党政机关所有，但如今私有制比例已经增加。1990年代期间，中国政府逐步撤去了对中央和地方媒体的资助，仅保留了对人民日报和新华社等关键媒体的资助，而即便是人民日报也开始在2001年发行了商业化运营的京华时报:42-43。同年，香港商人于品海在中华人民共和国媒体中首度引入外资:40。2000年代以来，网络媒体兴起，成为主流媒体之一。到2018年底，中华人民共和国网络普及率达到了59.6%，网民规模达8.29亿，网络媒体的传播途径也由门户网站、新闻网站转为现今的微信、微博、移动客户端为主。
但在无国界记者组织发布的2019世界出版自由指数中，中华人民共和国在全球180个国家或地区中位居第177名。在中华人民共和国，记者面临骚扰和入狱威胁，常不得不进行自我审查。尽管中华人民共和国宪法宣称保障言论和出版的自由，但是媒体监管的不透明使得政府可以通过指控其泄漏国家机密和威胁国家安全来打击媒体。据多家外媒报道，自习近平2012年上任中共中央总书记以来，中国内地的出版自由进一步下降。

## 新闻媒体
随着互联网的发展，中华人民共和国媒体已实质形成体制内媒体、市场化媒体、网络自媒体的三元结构，也有形容为党报党刊-都市类媒体-网络媒体三分者。美国之音认为，市场化媒体曾一度极具影响力，但近年来因为网络的兴起、广告收入下降而陷入困境，受到市场追捧的网络媒体和直接获取政府补贴的体制内媒体的影响力则上升。
网络的兴起也使得报纸电视等传统媒体的影响力下降。2014年8月18日，中共中央总书记习近平主持召开中央全面深化改革领导小组第四次会议，会议审议通过《关于推动传统媒体和新兴媒体融合发展的指导意见》。该《意见》将“媒体融合发展”上升为国家战略。在报纸方面，根据CTR-CNRS全国城市居民调查的数据，中国大陆报纸的阅读率自2012年开始一路走低，到2017年仅有29.8%。2014年起，多份报纸开始陆续停刊，尤其是2019年元旦前后，《北京晨报》、《京郊日报》、《黑龙江晨报》等13份报纸停刊转型，报业的广告收入在2016年仅剩102亿元，四年内跌去四分之三。而没有停刊的报纸在新媒体发展和控制纸张成本的压力下，纷纷减少版面。在广播电视方面，据昌荣传播报告，尽管广告市场持续增长，2018年上半年全国平均每人每天收看电视132分钟，在四年内下降了半个小时，除了中央电视台外的电视频道预计会被网络媒体进一步分流。2019年10月16日，国家广电总局副局长高建民表示加快推动广播电视频道精简精办、媒体融合发展。截至2023年5月，广电总局已批准撤销130多个频道频率，同时优化部分频道频率，如中央广播电视总台为迎接北京冬奥会举办而开播的中国中央电视台奥林匹克频道、北京广播电视台调整开办冬奥纪实频道（现纪实科教频道）等。传统媒体亦向网络媒体转型，如《人民日报》建立了人民日报新闻客户端、上海《东方早报》旗下建立了澎湃新闻客户端。依据2017年工业和信息化部对网络媒体的报告，人民网、新华网、腾讯网、人民日报客户端、腾讯新闻客户端最具影响力，人民网、新华网、腾讯网、人民日报客户端、腾讯新闻客户端、澎湃新闻客户端最具公信力，假新闻、夸大标题、植入式营销、话题炒作和庸俗、低俗、媚俗信息是网络媒体中引起网友反感的主要问题。根据《2022-2023报业融合发展观察报告》，中国大陆1330家主要报纸中有570个开设有客户端，占比达42.9%，其中13家报纸的客户端新增下载量超过1000万。但新闻客户端在发展迅猛的同时，也带来了同质化现象严重、技术研发能力差、用户活跃度低等问题。自2023年起，新闻客户端亦出现了关停整合的现象。如2023年2月浙江日报报业集团将天目新闻、浙江新闻、小时新闻三端整合为“潮新闻”；同年11月大众报业集团将大众日报、海报新闻、齐鲁壹点整合为“大众”客户端；2025年1月1日上海报业集团将三大报所属客户端整合为新的上观新闻客户端；另外三款客户端同时关停。

### 体制内媒体
体制内媒体由中国共产党进行组织领导，旨在以党的意志在法律范围内开展活动，以促进党的执政目的的达成，起到反应、组织和引导舆论和舆论监督的作用:8-9。

#### 中央媒体
中国共产党的机关报事业可以追溯到民国时期的红中社及《参考消息》。目前，中央直管的机关报、电视电台和网络媒体包括中共中央机关报《人民日报》和《光明日报》、国务院党组机关报《经济日报》、中央政法委员会机关报《法制日报》、解放军机关报《解放军报》、农业农村部党委《农民日报》、中国政协机关报《人民政协报》、共青团中央机关报《中国青年报》、最高人民检察院党组机关报《检察日报》、中华全国总工会机关报《工人日报》等在内的中央各机关报纸，以及一批中央媒体管辖的网络新闻门户。人民日报海外版运营的“侠客岛”这一新媒体品牌亦属于中央媒体范畴，且极具影响力。新华通讯社与中国新闻社是两大官方通讯社。2018年的机构改革将中國中央電視台、中国国际广播电台、中央人民广播电台合并为中央廣播電視總台，对外使用统一呼号——中国之声。
被确定为19家中央主流媒体（中央主要新闻单位）的是人民日报、新华社、中央广播电视总台、求是、解放军报（解放军新闻传播中心）、光明日报、经济日报、中国日报、科技日报、人民政协报、中国纪检监察报（中央纪委国家监委新闻传播中心）、中国新闻社、学习时报、工人日报、中国青年报、中国妇女报、农民日报、法治日报、中国文化报（中国文化传媒集团）。
其中正部级单位有3家：人民日报、新华社、中央广播电视总台，媒体业内将这三家媒体称为“三大家”、“三大官媒”；副部级单位有6家：求是、解放军报、光明日报、经济日报、中国日报、科技日报；正局级单位有10家：人民政协报、中国纪检监察报、中国新闻社、学习时报、工人日报、中国青年报、中国妇女报、农民日报、法治日报、中国文化传媒集团。
中华人民共和国政府还先后确定了中央重点新闻网站，截至2020年8月共有16家，分别是：人民网、新华网、中国网、国际在线、中国日报网、央视网、中国青年网、中国经济网、中国台湾网、中国西藏网、央广网、光明网、中国军网、中国新闻网、人民政协网和法治网。上述网站具有优先核发记者证的权利，部分网站还拥有开设地方频道的权限。

#### 地方媒体
除了中央媒体外，各地方政府有各自直管的报纸、电视电台、网络新闻门户等，包括上海市委机关报《解放日报》、北京市委机关报《北京日报》、广东省委机关报《南方日报》、江苏省委机关报《新华日报》、山东省委机关报《大众日报》、浙江省委机关报《浙江日报》等中共地方党委机关报，山东新闻网等地方宣传部门主管的网站和政府的网站入口。此外，微信公众号、微博账号、移动客户端成为对各级政府的重要考核指标，各部门开设了大量的政务新媒体，对网友互动回应差则会被扣分，采取强制要求民众点赞等虚假举措则直接被判定不合格。

#### 官方新媒体
青年世代被中国共产党视为重要的宣传对象。政府亦强调将传统的宣传部门从充满行话的旧式宣传开始转型为贴近年轻人的、有网络气息的媒体。
共青团中央在微信、微博、Bilibili、知乎、QQ空间、今日头条、网易云音乐、抖音、快手等网络平台所形成的新媒体传播矩阵，其传播内容受到年轻群体的欢迎。共青团中央在各社交媒体上直接回复或点评热点问题，发布网络文化产品，在各大直播平台上发起的“团团直播间”观看人数超过6600多万人次。共青团中央依托各级共青团组织亦在社交网络上形成各自的媒体平台，建设了7.2万个微博账号和2.1万个微信公众号，整合了一批下属网站等媒体。共青团中央、人民日报等中央机关或者中央媒体在Twitter、Facebook上亦开立有账号。

### 市场化媒体
1979年，天津日报、光明日报、人民日报、中央电视台等媒体开始刊载广告，标志着商业广告业的复苏。1980年代起，中华人民共和国媒体开始商业化运作，商业化在1990年代中期开始加速:40。媒体曾仅仅可以为政府机构所有，但如今私有制比例已经增加，如新华网络电视在2010年被报道已经半私有化。2013年，财新传媒的第一大股东由国有企业浙报控股集团转为民营企业华人文化新世公司，成为一家私有化民营媒体。
1992年，中共中央、国务院发布《关于加快发展第三产业的决定》，将广播影视列为文化产业的一部分，媒体被政府赋予经济产业的属性:9-10。同年，香港商人于品海在广州投资《现代人报》，尽管报纸很快被政府关停，却是在中华人民共和国媒体中首度引入外资:40。《楚天都市报》、《北京青年报》、《南方周末》等新兴的商业媒体开始吸引大量关注。1990年代期间，中国政府逐步撤去了对中央和地方媒体的资助，仅保留了对人民日报和新华社等关键媒体的控制，而即便是人民日报也开始在2001年发行了商业化运营的《京华时报》:42-43，人民日报社旗下的《环球时报》在一则通告中声明自身为市场化媒体。
2019年3月，根据国务院办公厅的决定，全国经营性文化事业单位将在2023年12月31日之前全部转制为企业，届时除机关报以外的中国大陆官方媒体将全部转为市场化国有企业。

### 网络媒体
网络媒体的兴起使得大量传统媒体的忠实用户转移到网络上，网络媒体现已成为主流媒体之一。1994年，中华人民共和国开始接入互联网，1995年神州学人、中国贸易报等刊物开始支持网上浏览，到2008年中华人民共和国网络普及率超过20%，使得网络媒体成为重要的大众媒体之一。到2018年底，中华人民共和国网络普及率达到了59.6%，网民规模达8.29亿，而其中包含6.12亿网络视频用户、5.76亿网络音乐用户、4.84亿网络游戏用户和6.48亿短视频用户。网络媒体的传播途径也由门户网站、新闻网站再到后来的博客、播客，转为现今的微信、新浪微博、移动客户端“两微一端”为主。

#### 商业新闻网站
2000年代起，除传统纸媒与广播电视机构开设的新闻网站外，中国大陆许多大型互联网公司亦开设了商业新闻网站，如网易新闻、腾讯新闻、凤凰网、新浪网新闻等。此外，中国大陆亦出现了部分由民间资本独立创办的商业新闻网站，如观察者网等，此类新闻网站通过小规模编辑团队与智库结合形成新闻及专业评论编发能力。大部分商业新闻网站能够获得中央网络安全和信息化委员会办公室的《互联网新闻信息服务许可》（转载服务类），从而从事转载新闻报道、自行编发新闻评论等业务。这些网站由民营资本控股，打破了传统的报刊新闻编辑模式，采用广泛新闻的来源与自身的新闻评论结合方式吸引读者。如网易新闻以“有态度的新闻门户”作为自身定位。
2010年以后，许多商业新闻网站均开设了新闻客户端，通过新闻聚合吸引用户，以求产生较大的舆论影响力。

#### 网络自媒体
根据中国社科院报告，截至2017年底，超九成中国未成年群体使用互联网，其中73%拥有智能手机，近七成在十岁以前开始使用手机。微信已经超越电视，成为未成年人新闻资讯的主要来源。中国互联网企业网络自媒体平台产品有新浪微博、微信公众号、百度百家号、今日头条等。

## 媒体监管

### 法律依据
依照《中华人民共和国宪法》，“国家发展为人民服务、为社会主义服务的文学艺术事业、新闻广播电视事业、出版发行事业、图书馆博物馆文化馆和其他文化事业，开展群众性的文化活动”:21，又依据《中华人民共和国宪法》和《地方各级人民代表大会和地方各级人民政府组织法》，文化工作属于国务院和其各自行政区政府的管辖下:22。中华人民共和国媒体需遵守现行基本法的规定，如媒体适用于刑法所规定之煽动分裂国家罪等各类罪行，且需要遵守关于媒体的各项规定:21。此外，中华人民共和国媒体还需遵守包括特别行政区法律规定在内的地方性法规:21。WTO协议地位低于宪法而高于行政法规，曾导致《电视剧审查暂行规定》 等一系列规定的废除:311-312。2008年公布之《中华人民共和国外国常驻新闻机构和外国记者采访条例》则是是对常驻中华人民共和国的外国新闻机构和外国记者的监管法规，取消了过往条例中对国内单位陪同的要求，给予了外国媒体在华自由采访权。同年实施的《政府信息公开条例》使得政府和传媒的分工走向差异化，政府开始成为传媒的监管者而非简单的控制者。

### 监管机构
中华人民共和国媒体的监管主要以中国共产党的政策为监管来源，党委和宣传部门直接领导媒体，代行行政部门的监管职责:24。国家广播电视总局及其前身是全国电视和广播的主要监管者，主要通过颁布法规、作出指令、审核准入条件等形式监管，并以法律和民事手段强化。其中的一项重要举措是颁布规范性文件，2000-2014年期间国家广电总局共发布438份此类文件，直接通过行政手段干预企业，尽管其命令最终会被遵守，但曾引起过广泛的批评。2018年3月进行的党和国家机构改革使得中共中央宣传部分管新闻出版工作和电影工作，对外加挂国家新闻出版署（国家版权局）和国家电影局的牌子，游戏行业处于其国家新闻出版署职责之监管下。

### 言论审查
尽管宪法对媒体工作的许多方面进行了规定，但是普通立法的缺乏使得宪法缺乏可执行性:25。各类行政法规仅仅规定了媒体和行政部门之间的关系，缺乏能保护公民权利、制裁公民违规的举措:25。此外，媒体法规存在政策调整不及时、规章之间彼此矛盾、在各类媒体之间监管差异大的问题:25。媒体监管存在不透明性，国家机密和威胁国家安全的定义无从得知，使得政府可以通过指控媒体违规、泄漏国家机密和威胁国家安全等方式来威胁媒体自由。据多家外媒报道，自习近平2012年上任中共中央总书记成为中国最高领导人以来，中国的出版自由有所下降，外国媒体记者多感受到受到威胁。社交媒体的言论被审查，使用者可能因为违反审查无法发布内容或被删除内容。中华人民共和国政府承续了国民政府的新闻审查，要求制片人不得制作色情、庸俗、反动的内容作品，且亦采取措施是内容创作者自我审查:43。

### 整治媒體亂象
早于2005年，国务院新闻办公室和中华人民共和国信息产业部联合发布《互联网新闻信息服务管理规定》，要求新闻信息服务单位从事互联网新闻信息登载的必须取得《互联网新闻信息服务许可证》。而具备采编资质的单位还应当是国有单位，且任何新闻信息服务单位不得引入外资。近年来，随着移动互联网的发展，一些媒体先后在微博、微信开设公众账号，同时开设客户端，既有的规定已不合实际。与此同时，还出现了非法网络公关、虚假新闻等问题。2017年6月1日，中共中央网信办公布新版《互联网新闻信息服务管理规定》，要求网站、应用程序、论坛、博客、微博、公众账号、即时通信工具、网络直播等形式提供互联网新闻信息服务应当取得许可。新规还将新闻信息限定为“时政类新闻信息”，服务类别分为采编发布服务、转载服务及传播平台服务，其中“采编发布服务”的申请单位应为国有独资或国有控股的新闻单位。
2021年2月22日中共中央网信办施行《互联网用户公众账号信息服务管理规定》，針對公众账号信息服务平台，不得“编造虚假信息，伪造原创属性，标注不实信息来源，歪曲事实真相，误导社会公众”。10月17日，驻人民日报社纪检监察组通报典型案件：查处的新华社新闻信息中心原副主任胡玉霞多年来违规多占住房，同时大搞权钱交易，违规在企业入股当‘影子股东’，让亲友充当‘白手套’投资借款、挂名领薪。10月20日中共中央网信办公布《互联网新闻信息稿源单位名单》，要求互联网新闻在转载信息时，必须依据稿源单位名单，超范围转载者将受到处罚；財新網未被列入該名單，据彭博社的分析，当局此举将削弱财新网的影响力。财新曾多次报道涉及官员腐败、污染问题和中国社会对政府不满等内容。中共中央网信办称，此次名单更新移除了2016版稿源单位名单中“不再符合条件、日常表现不佳、缺乏影响力”的单位，维护名单的严肃性、公信力。2025年7月，中央网信办发布新版《互联网新闻信息稿源单位名单》，更新后的稿源单位名单以稿源单位主体为单位，已取得互联网新闻信息服务许可的服务形式皆列入稿源名单范围。
2023年7月10日，中共中央网信办发布《关于加强“自媒体”管理的通知》，对自媒体类型的网络账号予以加强管理。2024年10月3日，中共中央网信办启动“清朗·整治违规开展互联网新闻信息服务”专项行动，对传播虚假新闻、仿冒媒体机构或擅自使用具有新闻属性的名称、标识开设平台或账号、未经许可开展新闻信息服务、伪造、倒卖、出租、出借、转让许可资质，委托第三方主体运营频道等行为予以查处。2025年1月，国家网信办表示，已协调主要网站平台在经许可的互联网新闻信息服务主体开设的账号需显著标注「红V」标识，以此区分其他认证账号。

## 历史发展

### 早期发展
1949年，中华人民共和国成立后，当时中国的电信系统和设施比较陈旧和简陋，许多都在战争年代被损坏或摧毁。
20世纪50年代初，中国通信传播事业迅速发展。1952年，建立了以北京为中心、连接全国各大城市的通信网。
1958年5月，北京电视台开始试播（今中央电视台），同年9月2日正式开播。1958年6月，上海电视台成立，于1958年10月1日国庆日开播，同年12月20日，前身为哈尔滨电视台的黑龙江电视台开播。次年的8月15日与10月1日广州电视台与沈阳电视台（今广东电视台与辽宁电视台）相继开播。这是全国最早开播的五家电视台。1960年4月29日，辽宁省丹东电视台成立，这是全国最早的城市电视台。到1965年，中国大陆电视台有12家。
1958年開播至1970年代末，电视机的价格昂贵、产量不足，需凭票供应，所以普通人難以擁有电视机，人们在政府機關、企业、商店等公共场所收看电视节目。
1973年，北京電視台改為彩色廣播。1978年，北京电视台更名为中国中央电视台。
在1978年，每100人中，不到1人用电视接收器，电视机少于1,000万台（2003年，每100人中，有35台，1亿人有电视看）；20世纪70年代后期和80年代初，中国电视行业继续扩大，广播系统現代化不断推进。

### 改革开放后
1980年代改革開放後，不少香港人将电视機从香港带回大陆，随着大陆人民收入逐渐增加，电视机开始進入普通人的家庭。在广东珠三角，只要有电视机，再在屋顶上架起鱼骨天线，就可以收看到香港的电视讯号。通常三层以上可以收到比较清晰的画面，两层的也能勉强收到讯号。随着1990年代，大陆强制取缔鱼骨天线，并推行有线电视，有线电视继续提供翡翠、本港两台节目。
改革开放初期，中国内陆地区只能收看少数几家电视台的节目。而在西藏、新疆等偏远地区，即使有电视机，也难以收到信号。电视节目要通过邮寄录像带的方式才能送达偏远地区。
1982年，全国人大批准设立中华人民共和国广播电视部，管理电视和广播。该部下属中央人民广播电台，中国国际广播电台，中国中央电视台。1986年，文化部的电影业管理职责与广电部的职责整合，组建中华人民共和国广播电影电视部。
广播和电视作为大众传播和大众娱乐的重要手段，在20世纪80年代迅速扩大。通过104多个台站，1985年的电视观众达到全国三分之二的人口（1984年52个，1983年44个）；估计有85％的城市人口收看电视。在此期间，节目内容大大改变，典型的电视节目是娱乐，包括故事片，体育，戏剧，音乐，舞蹈，儿童节目。1985年上海出版的电视史中，一个典型的一周的调查显示，超过一半的是娱乐节目，教育节目24％，其他节目和新闻15％。宽截面的国际新闻，在每个晚上播映。大多数新闻广播已借用外国新闻机构，冠以一个中国的总结。中国中央电视台还承包几个外国电视台的娱乐节目。 1982年和1985年间，6个美国电视公司签署协议，向中国提供美国的方案。

### 进入21世纪
2001年，中国政府提出了促进媒体融合，建立跨地区的多媒体新闻组的目标。它也制定了详细的规定对媒体行业的集资，外资合作和跨媒介发展。
2002年7月，香港亞洲電視本港台、国际台两个频道被广电总局获准在广东省播出；2004年9月，无线电视也与广东省签订落地权协议，在广东播放翡翠台和明珠台。
国家广播电影电视总局成立于2001年年底，总局集成广播，电视和电影业，加上进入中国的最大和最强的多的广播和电视，互联网公司的资源媒体集团覆盖中国传媒产业与海外媒体集团合作的同时，电视，互联网，出版，广告等领域。到2003年，30个海外电视网络，包括凤凰卫视、彭博电视、星空传媒、欧洲体育、BBC世界频道、CNBC、华娱卫视都在中国大陆有限落地。同时，中央电视台英语频道通过福克斯新闻互联网进入美国新闻集团管辖下。
为了符合国际电视业的发展趋势，中央电视台在专业化的方向取得了进展，在2003年和2004年，开播CCTV-新闻，CCTV-少儿和CCTV-音乐频道。
尽管取得了这些进展，东部沿海发达地区和中国腹地仍然存在相当大的差距。
目前全国各地有3000个电视台。大型国际电视节，包括上海电视节、北京国际电视周、中国广播电视博览会和四川电视节，定期举行。除了评审和授予奖项，这些节日中还进行学术交流和电视节目的进口和出口。上海已成为亚洲最大的电视节目在交易市场。
中国进入世界贸易组织以来，中国传媒产业内的趋势是形成跨媒介和跨区域的媒体组与多模式运作，以满足强大的团体，海外媒体的竞争和挑战。
2018年，中国中央电视台、中央人民广播电台和中国国际广播电台合并组建成立国务院直属事业单位中央廣播電視總台，由中共中央宣传部直接领导。